# Pacherenc du Vic-Bilh

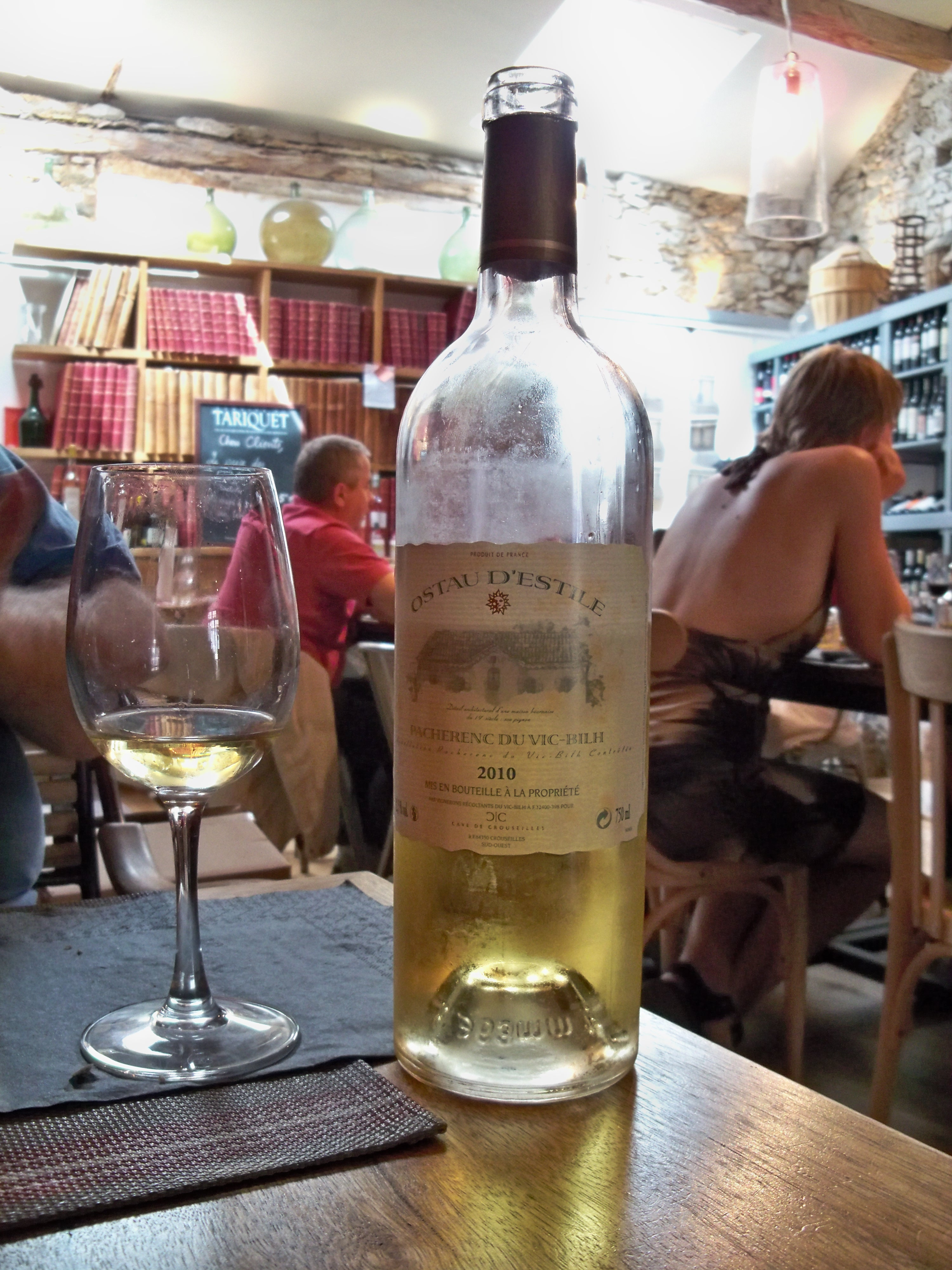
Botella de Pacherench de Vic-Bilh.

El nombre original y muy antiguo de la denominación Pacherenc du Vic-Bilh viene del gascón "Bi de Bits Pacherads" o "vino de vid en échalas" de la región de "Vic-Bilh" o "viejos países".

## Geografía
El viñedo se encuentra en los departamentos franceses de Altos Pirineos, Gers y Pirineos Atlánticos. 

Esta apelación se encuentra sobre la misma superficie que el Madiran, entre el jurançon y el burdeos. Produce vinos blancos secos, suaves, e incluso licorosos (vendimias tardías). Está reglamentado por Decreto de 21 de febrero de 2005 (última actualización).

## Apelación
El nombre mismo del nombre es bastante reciente, puesto que hace una cincuentena de años, se hablaba a veces de vino de Portet (del nombre de un pueblo vecino de Viella). En las reuniones de labradores de Garlin en 1928, la caseta se titulaba "Pachereng des coteaux de Portet" (sic), esto es, pachereng de las laderas de Portet. Una de las primeras etiquetas que pusieron pacherenc es la del clos La Perle en 1932.
Paul de Cassagnac escribió que los sabores de este vino se suministran sin rodeos "como las vírgenes bearnesas". Es la creación del nombre controlado en 1948 por iniciativa del doctor Doléris cuando se asumirá etiquetar con este nombre.
El pacherenc no progresó realmente hasta después de 1980. Este desarrollo es el fruto de la implicación de todos los protagonistas, cooperativas y particulares. Después de haber hecho ascos este tipo de vino hasta 1982, la bodega de Saint-Mont después se lanzó con determinación; de 200 hl, su producción pasó a los 8000 hl actuales, producidos en su mayor parte en Viella (45 ha). Es el momento también dónde se reactiva la muy antigua tradición de las vendimias tardías de la Noche Vieja en Viella al cual se consagran 5 a 6 hectáreas.
Un final de estación muy soleado permite, en efecto, vendimiar tarde en plena madurez (primera quincena de octubre en Madiran y hasta finales de noviembre, o incluso más allá para los pacherencs suaves). La historia no data de ayer. Un edicto de 1745 ya prohibía recoger el pacherenc, antes del 4 de noviembre. La vendimia se efectuaba durante el veranillo de San Martín para finalizar el 15 de noviembre, día del San Alberto y de la feria de Viella.
El licoroso de las vendimias tardías (de San Alberto al 15 de noviembre, o de Noche Vieja) se fabrica a partir de uvas passerillés (“pasadillas”, esto es, pasadas por el frío y el sol en las que los azúcares se concentran pero perdura el equilibrio de la fruta, y, en particular, la acidez, contrariamente al sauternes).
Las vides reservadas para esta vendimia tardía (cuatro a cinco hectáreas) son protegidas de los pájaros por redes. Las uvas son muy doradas y muy azucarados. Algunos años, la uva puede alcanzar hasta los 19 grados de alcohol natural. Una vez vinificado, se obtendrá un vino licoroso a los aromas mezclados de especias, miel y frutas tropicales.
Los pacherenc secos prefieren las colinas que dan al oeste, algo menos cálidas, y los suaves, recogidos a su madurez, prefieren las vertientes expuestas al sur.
Desde hace algunos años, se organiza una gran venta en el otoño en Vic-Bilh: las Barricas de oro, manifestación que conoce un éxito creciente y el interés de la prensa escrita.

## Características
El pacherenc suave, con su nariz de frutas claras confitadas (pera, manzana, membrillo) y de especias, su boca amplia y equilibrada, deja una impresión de frescura (bergamota), de buena persistencia. 

Se consume entre 10 y 12 °C como aperitivo, sobre foie gras fresco o al natural (semicocido) o también en finas lonchas con uvas, con quesos (de los Pirineos como el Abbaye de Bellocq, o azules) y postres (bollo de leche, crema quemada, hielo a la vainilla al zumo de frambuesas).
 
El pacherenc de Vic-Bilh (suave y seco) resultante de vides próximas a las del jurançon: el arrufiac (finura y elegancia), el petit manseng (aromas con sabor a fruta y florales cuyo grado alcohólico puede alcanzar 17 a 19° con concentraciones aromáticas muy ricas indispensables para los suaves), el gros manseng (vivacidad y estructura) y el petit courbu (redondez) .

Los secos poseen bonitos aromas florales, de cítricos, de frutas secas. El suave de vendimia tardía tiene aromas de nísperos y frutas confitadas. El pacherenc de Vic-Bilh seco se consume en su juventud mientras que el suave se mejora con la edad. Al igual que las "grandes vendimias" del madiran, los del pacherenc suave pueden fácilmente sobrepasar 10 años de edad.